# 雷約維茨法布里奇內
雷約維茨法布里奇內是波蘭的城鎮，位於該國東南部，由盧布林省負責管轄，面積14.28平方公里，2006年人口4,533，人口密度為每平方公里320人。
51°07′N 23°14′E / 51.117°N 23.233°E